# HSUPA
HSUPA (High-Speed Uplink Packet Access o accés ascendent de paquets a alta velocitat) és un protocol d'accés de dades per xarxes de telefonia mòbil amb una taxa de transferència de pujada de fins a 7,2 Mbit/s. Qualificat com a generació 3.75 (3.75G) o 3.5G Plus, és una evolució de HSDPA (High-Speed Downlink Packet Access, accés descendent de paquets a alta velocitat), nomenat popularment com 3.5G. La solució HSUPA potencia inicialment la connexió de pujada UMTS/WCDMA (3G). HSUPA està definit en Universal Mobile Telecommunications System Release 6 estàndard publicat per 3GPP, com una tecnologia que ofereix una millora substancial en la velocitat per al tram de pujada, des del terminal cap a la xarxa.
HSDPA i HSUPA, ofereixen altes prestacions de veu i dades, i permet la creació d'un gran mercat de serveis IP multimèdia mòbil.